# San Luis (Batangas)
San Luis es un municipio filipino perteneciente a la provincia de Batangas, en la región de Calabarzon.

## Geografía
Se encuentra en la costa oriental de la bahía de Balayán.

## Historia
Hacia comienzos del siglo XX, el lugar, ya por entonces perteneciente a la provincia de Batangas, tenía contabilizada una población de 5021 habitantes. En 2020, el municipio de San Luis tenía censados 36 172 habitantes.